# Küstenbezirksamt
Die Küstenbezirksämter waren Marinebehörden der Kaiserlichen Marine und wurden für die einheitliche Regelung des Küstensignalwesens und der Organisation des Küstenwachdienstes im Bereich der Nord- und Ostsee eingerichtet.

## Geschichte
Die Einrichtung von anfangs fünf Küstenbezirksämtern als Marinebehörden wurde durch eine Kaiserliche Order vom 29. August 1893 bestimmt. Anfangs wurde zwischen Nord- und Ostsee unterschieden und dabei dem Bereich der Nordsee nur zwei statt drei Ämter, wie bei der Ostsee, zugewiesen.
Am 9. April 1895 wurde bestimmt, dass für jeden der nun sechs Küstenbezirke ein dem jeweiligen Küstenbezirksinspektor, üblicherweise ein Kapitän zur See mit der Stellung „zur Disposition“, unterstelltes Küstenbezirksamt eingerichtet werden soll. Die Unterstellung erfolgte dem Reichsmarineamt. Die Küstenbezirksinspektoren waren zeitgleich als Kommissare für die Reichsaufsicht über das Seezeichenwesen tätig und ihnen unterstand für den jeweiligen Küstenbezirk das Marinenachrichten-, Seezeichen- und Lotsenwesen der Marine.
1906 wurde das Küstenbezirksamt 5 aufgelöst. Das Elbegebiet kam zum Küstenbezirksamt 4 und das Wesergebiet zum Küstenbezirksamt 6. Das Küstenbezirksamt 6 wurde in Küstenbezirksamt 5 umbenannt.
Mit der Mobilmachung zum Ersten Weltkrieg kamen noch sogenannte Marinenachrichtenstellen zu den Küstenbezirksämtern hinzu. Die Marinenachrichtenstellen sollten die Nachrichtenübermittlung von der Seeseite an die Admiralität sicherstellen. Ebenso wurden unterschiedliche Feuerschiffe den Küstenbezirken zugeordnet.
Nach dem Krieg existierten die Küstenbezirksämter z. T. fort. Zum 1. Oktober 1921 wurde z. B. das Küstenbezirksamt 3 nach Lübeck transferiert und dort zur Dienststelle der Marineleitung Lübeck.

## Küstenbezirke
1895
I. Küste von Ost- und Westpreußen
II. Küste von Pommern und Mecklenburg
III. Lübeck und Ostküste von Schleswig-Holstein
IV. Küste von der Westküste Schleswig-Holsteins, ohne das Elbegebiet
V. Elbe- und Wesergebiet
VI. Jadegebiet, die ostfriesische Küste und Helgoland
Im Mai 1916 wurde die Küste von Mecklenburg dem Küstenbezirk 3 zugeschlagen. Ein neuer Küstenbezirk Kurland war in Libau gebildet worden. Der Küstenbezirk Kurland wurde später neu organisiert und auch Zweigstellen eingerichtet.
Zum Ende des Krieges existierten noch ein Küstenbezirk Mittelmeer und ein Küstenbezirk Ostende, welcher für die Küste Flanderns zuständig war.

## Gliederung
Mitte Oktober 1914

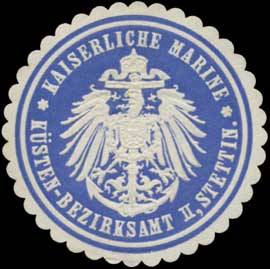
Siegelmarke des Küstenbezirksamtes II in Stettin

- Küstenbezirksamt I in Neufahrwasser:
  - Marinenachrichtenstellen Memel, Danzig, Brüsterort, Hela, Pillau, Rixhöft, Neufahrwasser
- Küstenbezirksamt II in Stettin, später Swinemünde:
  - Marinenachrichtenstellen Jerhöft, Arkona, Swinemünde, Darßer Ort, Thießow
- Küstenbezirksamt III in Kiel:
  - Marinenachrichtenstellen Buk, Schleimünde, Pelzerhaken, Kekenis, Marienleuchte, Tranesand, Westermarkelsdorf, Tamdruphügel, Fehmarnsund, Neumünster, Kiel-Düsternbrook, Friedrichsort, Bülk
- Küstenbezirksamt IV in Bremerhaven, ab 1897 Husum, später Cuxhaven:
  - Marinenachrichtenstellen Westellenbogen, Bollerwiek, List, Cuxhaven, Hörnum, Trischen, Amrum, Neuwerk, Pellworm, Brunsbüttelkoog
- Küstenbezirksamt V in Bremerhaven, 1906 aufgelöst:
- ab 1895 Küstenbezirksamt VI in Wilhelmshaven, ab 1906 Küstenbezirksamt V:
  - Marinenachrichtenstellen Roter Sand, Boslapp, Hoheweg, Schillig, Meyerslegde, Schillig Schiff, Helgoland, Helgoland Schiff, Wangerooge, Norderney, Wilhelmshaven I., Wilhelmshaven III., Norddeich, Borkum West, Borkum Ost, Rüstersiel

Mai 1916
- Küstenbezirksamt I in Neufahrwasser:
  - Marinenachrichtenstellen Memel, Danzig, Brüsterort, Hela, Pillau, Rixhöft, Neufahrwasser
- Küstenbezirksamt II in Swinemünde:
  - Marinenachrichtenstellen Stolpmünde, Saßnitz, Swinemünde, Arkona, Greifswalder Oie, Darßer Ort
- Küstenbezirksamt III in Kiel:
  - Marinenachrichtenstellen Warnemünde, Buk, Schleimünde, Pelzerhaken, Kekenis, Marienleuchte, Tranesand, Westermarkelsdorf, Tamdruphügel, Fehmarnsund, Neumünster, Kiel-Düsternbrook, Friedrichsort, Bülk
- Küstenbezirksamt IV in Cuxhaven:
  - Betonnungsdampfer
  - Marinenachrichtenstellen Bollerwiek, List, Cuxhaven, Hörnum, Amrum, Neuwerk, Pellworm, Brunsbüttelkoog, Altenbruch Reede, Pellworm
- Küstenbezirksamt V in Wilhelmshaven:
  - Marinenachrichtenstellen Roter Sand, Borkum West, Hoheweg, Norderney, Meyerslegde, Norddeich, Helgoland, Wilhelmshaven I., Wilhelmshaven III., Schillig, Schillig Schiff, Rüstersiel, Wangerooge, Boslapp
- Küstenbezirksamt Kurland in Libau:
  - Marinenachrichtenstellen Libau, Pissen, Windau, Rojen, Lyser Ort, Rauden bei Tuckum, Funkentelegraphiestelle Libau, Markgrafen

Ende des Krieges 1918
- Küstenbezirk Mittelmeer:
  - Marinenachrichtenstellen Pola, Konstanza, Warna
- Küstenbezirksamt I in Neufahrwasser:
  - Marinenachrichtenstellen Memel, Danzig, Brüsterort, Hela, Pillau, Rixhöft, Neufahrwasser
- Küstenbezirksamt II in Swinemünde:
  - Marinenachrichtenstellen Stolpmünde, Saßnitz, Swinemünde, Arkona, Greifswalder Oie, Darßer Ort
- Küstenbezirksamt III in Kiel:
  - Marinenachrichtenstellen Warnemünde, Buk, Schleimünde, Pelzerhaken, Kekenis, Marienleuchte, Tranesand, Westermarkelsdorf, Tamdruphügel, Fehmarnsund, Neumünster, Kiel-Düsternbrook, Friedrichsort, Bülk, Holtenau, Mürwik
- Küstenbezirksamt IV in Cuxhaven:
  - Betonnungsdampfer
  - Marinenachrichtenstellen Bollerwiek, List, Cuxhaven, Hörnum, Amrum, Neuwerk, Pellworm, Brunsbüttelkoog, Altenbruch Reede, Pellworm, Elbe 1 Feuerschiff, Amrumbank Feuerschiff
- Küstenbezirksamt V in Wilhelmshaven:
  - Marinenachrichtenstellen Roter Sand, Juist, Hoheweg, Weser Feuerschiff, Helgoland, Borkumriff Feuerschiff, Borkum West, Norderney, Wilhelmshaven I., Wilhelmshaven III., Schillig, Schillig Schiff, Rüstersiel, Wangerooge, Boslapp
- Küstenbezirksamt Libau:
  - Küstenbezirksamtzweigstellen Arensburg und Reval, Baltische Gewässer
  - Marinenachrichtenstellen Dünamünde, Windau, Reval, Klein-Irben, Groß-Irben, Rojen, Rauden bei Tuckum, Libau, Pissen, Windau, Lyser Ort, Funkentelegraphiestelle Libau, Markgrafen, Arensburg
- Küstenbezirksamt Ostende:
  - Marinenachrichtenstellen Ostende, Brügge, Blankenberge, Zeebrügge, Lisseweghe, Antwerpen

## Küstenbezirksinspektoren
- Küstenbezirksamt I:
  - Korvettenkapitän z. D. Joachim Darmer: von der Aufstellung bis 1902
  - Korvettenkapitän z. D. Konstantin Ferber: von 1902 bis 1909
  - Kapitän zur See z. D. Eberhard von Grumbkow: von 1910 bis 1914
  - unbekannt
- Küstenbezirksamt II:
  - Kapitän zur See z. D. Otto Herbig: von der Aufstellung bis ca. 1899/1900
  - Kapitän zur See z. D. Ferdinand Lavaud: 1900
  - Korvettenkapitän z. D. Adalbert von Colomb: von 1901 bis 1906
  - Kapitän zur See z. D. Eduard Boerner: 1907/1908
  - Kapitän zur See z. D. Georg Schur: 1909 bis 1913
  - Kapitän zur See z. D. Siegfried von Jachmann: von 1914 bis 1918
  - unbekannt
- Küstenbezirksamt III:
  - Kapitän zur See z. D. Richard Dittmer: von der Aufstellung bis 1895
  - Kapitän zur See z. D. Oscar Klausa: von 1896 bis 1900
  - Kapitän zur See z. D. Ferdinand Lavaud: von 1901 bis 1903
  - Kapitän zur See z. D. Hermann Lilie: von 1904 bis 1907
  - Kapitän zur See z. D. Hoffmann: von 1908 und 1911
  - Kapitän zur See z. D. Otto Bechtel: von 1911 bis 1915
  - Kapitän zur See z D. Georg Wilde: von 1915 bis zur Kriegsende
- Küstenbezirksamt IV:
  - Kapitän zur See z. D. Alfred Herz (mit der Wahrnehmung der Geschäfte beauftragt): von der Aufstellung bis 1896
  - Kapitän zur See z. D. Robert Wachenhusen: von 1896 bis 1902
  - Kapitän zur See z. D. Hermann Lilie: 1903
  - Kapitän zur See z. D. Gottfried Krieg: von 1904 bis 1906
  - Kapitän zur See z. D. Carl Schönfelder: von 1907 und 1908
  - Fregattenkapitän z. D. August Nieten: 1909
  - Kapitän zur See z. D. Hans Puttfarken von 1910 bis 1912
  - Kapitän zur See z. D. Hans von Abeken: von 1913 bis 1917
  - unbekannt
  - Kapitän zur See z. D. Hans von Abeken: von 1918 bis zur Kriegsende
- Küstenbezirksamt V (bis 1906):
  - Kapitän zur See z. D. Alfred Herz: von der Aufstellung bis 1901
  - Kapitän zur See z. D. Bernhardt Wahrendorff: 1902/03
  - Kapitän zur See z. D. Carl Schönfelder: von 1904 bis 1906
- Küstenbezirksamt VI bis 1906, ab 1906 Küstenbezirksamt V:
  - Kapitän zur See z. D. Oscar Klausa: 1895
  - Korvettenkapitän z. D./Kapitän zur See Robert Wachenhusen: 1895/96
  - Kapitän zur See z. D. Max Hessner: von 1896 bis 1901
  - Fregattenkapitän z. D./Kapitän zur See z D. Georg Wilde: von 1901 bis 1913
  - Kapitän zur See z. D. Heinrich Trendtel: 1913/1914
  - unbekannt
  - Kapitän zur See z. D. Richard Koch: bis Kriegsende

## Bekannte Angehörige (Auswahl)
- Kapitän zur See z. D. Otto Mandt: ab August 1914 bei der Marinenachrichtenstelle Brüsterort (Küstenbezirksamt I)